# Craig Brackins
Craig Brackins, né le 9 octobre 1987 à Lancaster (Californie, États-Unis), est un joueur de basket-ball américain.

## Carrière junior

### Au lycée
Craig Brackins a joué pour la Brewster Academy dans le New Hampshire.
En 2008, il rejoint l'université de l'Iowa.

### A l'université
Craig Brackins joue deux saisons pour les Cyclones d'Iowa State.
Lors de la saison 2008-2009, Craig Brackins a atteint la notoriété nationale après un match en janvier 2009 contre le Kansas dans lequel il a marqué 42 points et obtenu 14 rebonds, malgré la défaite d'Iowa State, 82–67 contre les Jayhawks.
En mars 2010, il se déclare candidat à la Draft 2010 de la NBA.

## Carrière professionnelle
Craig Brackins est drafté en 2010 en 21e position par le Thunder d'Oklahoma City.
Le 8 juillet 2010, il est envoyé en compagnie de Quincy Pondexter vers les Hornets de la Nouvelle-Orléans en échange de Cole Aldrich et Morris Peterson. Il participe à la NBA Summer League 2010 avec les Hornets. Le 23 septembre 2010, il est envoyé avec Darius Songaila chez les 76ers de Philadelphie en échange de Willie Green et Jason Smith. Il signe un contrat de deux ans avec les 76ers. Durant la saison 2010-2011, il effectue plusieurs aller-retour entre la NBA et la NBA Development League chez les Armor de Springfield.
En août 2011, il s'engage en Israël avec le Maccabi Ashdod durant le 2011 NBA Lockout. Son contrat se termine en novembre 2011 et un retour à Philadelphie. En février 2012, il est assigné chez les Red Claws du Maine. Il est rappelé le 2 mars chez les 76ers. A l'issue de la saison 2011-2012, il se retrouve agent libre.
Durant l'été 2012, il participe à la NBA Summer League avec les Celtics de Boston. Au mois d'août, il signe en Italie avec le club de l'Angelico Biella mais il est remercié par le club en décembre 2012. Le 13 mars 2013, il rejoint la D-league et les D-Fenders de Los Angeles pour le reste de la saison.
Le 25 juillet 2013, il rejoint la Pologne et le club de Stelmet Zielona Góra pour la saison 2013-2014. Il joue 57 matches pour une moyenne de 19 points par match.
Durant l'été 2014, il rejoint la Turquie et le club de l'Eskişehir Basket pour la saison 2014-2015.
Le 17 août 2015, il retourne en Italie et signe avec le club de Viola Reggio de Calabre pour la saison 2015-2016.
Il commence la saison 2016-2017 en Chine avec l'équipe du Jiangsu Hualan avant de la terminée au Japon avec le Shiga Lakestars.
En juillet 2017, il reste au Japon et s'engage avec l'équipe de Nagoya Diamond Dolphins.
En 2019, il revient chez les Shiga Lakestars pour la saison 2019-2020.
En 2020, il s'engage en deuxième division japonaise avec l'équipe des Koshigaya Alphas pour la saison 2020-2021.

## Clubs successifs
2010-2012 :  76ers de Philadelphie
2010-2011 :  Armor de Springfield
2011 :  Maccabi Ashdod
2012 :  Red Claws du Maine
2012 :  Angelico Biella
2013 :  D-Fenders de Los Angeles
2013-2014 :  Stelmet Zielona Góra
2014-2015 :  Eskişehir Basket
2015-2016 :  Viola Reggio de Calabre
2016-2017 :  Jiangsu Hualan
2017 :  Shiga Lakestars
2017-2019 :  Nagoya Diamond Dolphins
2019-2020 : Shiga Lakestars
2020- :  Koshigaya Alphas